# Cửa Lò
Cửa Lò è una città di livello distrettuale, nella provincia Nghệ An, situato sulla costa centro-settentrionale del Vietnam. 
Nel 2019 aveva una popolazione di 55.668 abitanti. Il distretto copre un'area di 28 km² e si trova a 290 km a sud di Hanoi, a 1400 km a nord di Ho Chi Minh e a 16 km a nord-est della città di Vinh. Cửa Lò è nota per le spiagge e la bellezza del paesaggio, che la rendono una importante meta turistica nazionale e internazionale.

## Etimologia
Secondo i testi di Thiều Chửu e del dottor Lê Chí Quế, "cửa-lò" era una pronuncia classico-annamese della parola maleo-polinesiana "kuala" che significa il punto in cui si uniscono due fiumi o un estuario.

## Attrazioni turistiche

### Isola Hon Ngu
L'isola si trova a circa 4 km dalla costa. L'isola è composta di due piccole isole. Quella alta è a 133 m s.l.m., mentre quella piccola è a 88 m s.l.m. Sull'isola c'è la cosiddetta ""pagoda Bai", costruita nel XIII secolo. Il tempio ha sia una pagoda inferiore che una pagoda superiore. Ogni pagoda ha tre tetti con lo yin e yang. Le travi sono scolpite con simboli sacri (come dragoni, unicorni, tartarughe, fenici). Il giardino ha molti alberi da giardino come la Barringtonia asiatica e l'albero duoi. C'è anche un pozzo chiamato "gemma di giada".

### Cửa Hội
Situata a 5 km da from Cửa Lò lungo il mare, Cửa Hội è il punto di sbocco al mare del fiume Lam. Da questo posto è possibile vedere a occhio nudo l'isola Hon Ngu. Quest'area è piena di casuarina, il mare è incontaminato e molto diverso dall'atmosfera caotica di Cửa Lò. Da Cửa Hội è possibile seguire la riva del fiume Lam attraverso la foresta Cham (dotata di una ricca vegetazione e specie animali tra cui uccelli e rettili).

### Bai Lu
Bai Lu è un resort che ingloba mare, montagna e foresta.

## Infrastrutture e trasporti

### Aeroporti
L'aeroporto di Vinh si trova a circa 14 km da Cua Lo, ed è il quinto scalo del Vietnam per quantità di passeggeri. L'aeroporto offre voli da e per Ho Chi Minh, Hanoi, Nha Trang, Đà Nẵng, Buôn Ma Thuột e Pleiku. Sebbene sia un aeroporto internazionale, le connessioni internazionali risultano assai limitate. L'aeroporto di Vinh si raggiunge principalmente facendo scalo in un aeroporto vietnamita collegato con questo.